# Йокич, Милош
Милош Йокич (серб. Милош Јокић / Miloš Jokić; род. 7 июня 1987, Чачак, Кралево) — сербский футболист, полузащитник греческого клуба «ПАО Куфалия».

## Клубная карьера
На родине играл в командах «Борац» (Чачак), «Слобода» (Чачак), «Металац», «Динамо» (Вране), «Олимпик» (Сараево), «Чукарички» и БАСК. В 2011 году переехал в Венгрию, где выступал в составе клубов «Сольнок» и «Вашаш». Весной 2012 года был представлен в качестве игрока украинской команды первой лиги «Металлург» (Запорожье). С этой командой завоевал место в высшем дивизионе чемпионата Украины, где дебютировал 22 июля 2012 года в игре против «Днепра». За два года, проведённых на Украине, в высшем дивизионе сыграл всего 16 матчей и забил 1 гол в ворота донецкого «Шахтёра».

## Достижения
- Серебряный призёр Первой лиги Украины (1): 2011/12